# Anne Jünemann

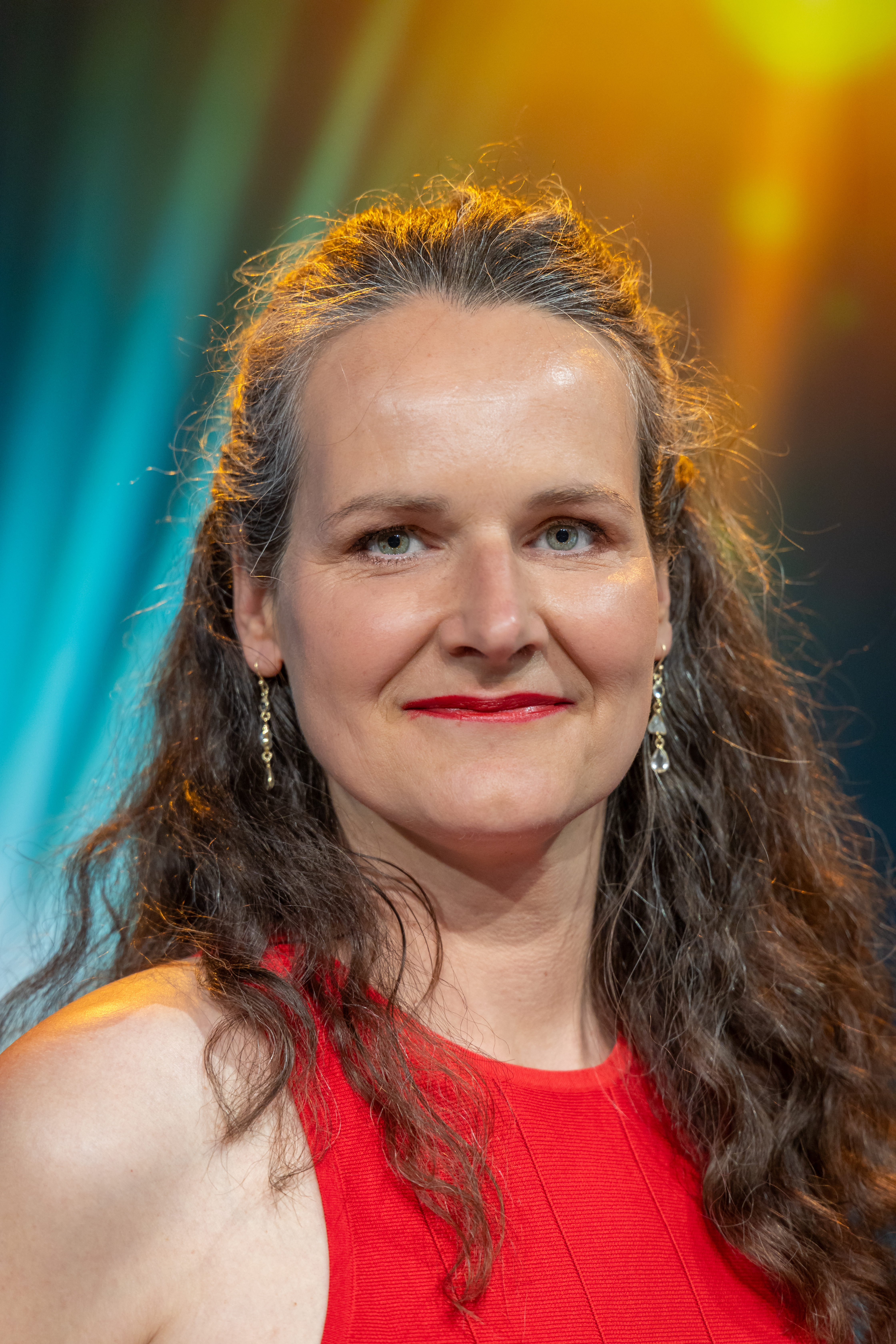
Anne Jünemann 2024 beim Deutschen Kamerapreis

Anne Jünemann (* 1979 in Rostock) ist eine deutsche Filmeditorin.

## Leben und Werk

### Ausbildung
Nach ihrem Schulabschluss arbeitete Anne Jünemann zunächst drei Jahre lang als Flugbegleiterin, bevor sie in die Filmbranche wechselte. Ihr Einstieg war als Schnittassistentin und „Junior Editorin“ bei einer Münchner Postproduktionsfirma. Daraus entwickelten sich eigenständige Schnitt-Arbeiten im Bereich Werbung, Imagefilm und Trailer.
2007 begann Jünemann ein Studium der Montage an der Filmhochschule Babelsberg. In ihrem zweiten Studienjahr montierte sie für den Regisseur Dani Levy dessen Episode Joshua in dem Omnibusfilm Deutschland 09. Ebenfalls während des Studiums entstand der kurze Dokumentarfilm Wir sterben (Regie: Josephine Links), der 2011 im Rahmen von DOK Leipzig Premiere hatte und 2012 den Deutschen Kamerapreis in der Kategorie „Beste Kamera / Kurzfilm“ gewann. Jünemanns erster Langfilm als Editorin war eine weitere Zusammenarbeit mit Regisseurin Josephine Links: Der Dokumentarfilm Am Anfang betrachtet die gesellschaftlichen Auswirkungen der Pränatal-Diagnostik. Er wurde 2013 auf dem Kasseler Dokfest uraufgeführt und ist der Abschlussfilm von Jünemanns im Jahr 2014 beendetem Studium.

### Karriere als Filmeditorin
Nach ihrem Studium spezialisierte sich Anne Jünemann erst mal mehrere Jahre lang auf abendfüllende Dokumentarfilme, darunter die internationale Koproduktion The Workers Cup (Regie: Adam Sobel) Der Film thematisiert die Arbeits- und Lebensbedingungen von  Wanderarbeitern während der Vorbereitung auf die Fußball-Weltmeisterschaft 2022 in Katar. The Workers Cup wurde im Rahmen des Sundance Filmfestivals 2017 uraufgeführt. Ein weiterer internationaler Dokumentarfilm, The Magic Life of V des bulgarisch-finnischen Regisseurs Tonislav Hristov, stellt das Schicksal einer jungen Frau in den Mittelpunkt und lief 2019 in Sundance und bei der Berlinale.
Danach begann Jünemann vermehrt auch im fiktionalen Bereich zu arbeiten und war 2020 mit zwei Spielfilmen auf der Berlinale vertreten: In der  Sektion „Generation Kplus“ erlebte Die Adern der Welt (Regie: Byambasuren Davaa) seine Premiere, und die Politsatire Curveball – Wir machen die Wahrheit (Regie: Johannes Naber) lief als „Berlinale Special Gala“. Die Adern der Welt erhielt den Deutschen Filmpreis 2021 als „Bester Kinderfilm“ und war für den Preis der deutschen Filmkritik nominiert. Curveball – Wir machen die Wahrheit gewann beim Deutschen Filmpreis 2021 die Bronzene Lola in der Kategorie „Bester Spielfilm“ und erhielt mehrere weitere Auszeichnungen.
Für den vielfach ausgezeichneten Spielfilm Leere Netze des iranisch-deutschen Regisseurs Behrooz Karamizade erhielt Jünemann 2024 ihren ersten Montage-Preis, den Deutschen Kamerapreis in der Kategorie „Bester Schnitt/Fiktion Kino“. Mit dieser Montage-Leistung war sie auch beim Festival Edimotion für den Schnitt-Preis in der Kategorie Spielfilm nominiert.
Anschließend arbeitete Jünemann wieder an zwei Kinodokumentarfilmen, die internationale Aufmerksamkeit erlangten: Eternal You – Vom Ende der Endlichkeit (Regie: Moritz Riesewieck, Hans Block) wurde beim Sundance Film Festival 2024 uraufgeführt, und We All Bleed Red (Regie: Josephine Links) feierte 2024 in New York beim Filmfestival DOC NYC seine Premiere. Ihr nächster Spielfilm Luisa (Regie: Julia Roesler) lief 2025 im Wettbewerb des Internationalen Filmfestivals Shanghai.

### Mitgliedschaften
Anne Jünemann ist Mitglied der Deutschen Filmakademie und des Bundesverband Filmschnitt Editor e.V. (BFS).

## Filmografie (Auswahl)
- 2009: Deutschland 09 (Omnibusfilm, Episode „Joshua“) – Regie: Dani Levy
- 2013: Am Anfang (Dokumentarfilm) – Regie: Josephine Links
- 2016: Drachinzeit, von Wurzeln und Flügeln (Dokumentarfilm) – Regie: Sil Egger
- 2016: Wo Worte nicht hinreichen (Dokumentarfilm) – Regie: Josephine Links
- 2017: The Workers Cup (Kino-Dokumentarfilm) – weitere Editorin: Lauren Wellbrock / Regie: Adam Sobel
- 2018: Let the Bell Ring (Kino-Dokumentarfilm) – Regie: Christin Freitag
- 2019: The Magic Life of V (Veeran maaginen elämä) (Kino-Dokumentarfilm) – Regie: Tonislav Hristov
- 2020: Die Adern der Welt (Kino-Spielfilm) – Regie: Byambasuren Davaa
- 2020: Curveball – Wir machen die Wahrheit (Kino-Spielfilm) – Regie: Johannes Naber
- 2020: Aus dem Tagebuch eines Uber-Fahrers (Miniserie, 6 Episoden) – weitere Editorin: Carlotta Kittel / Regie: Julian Pörksen
- 2023: Leere Netze (Kino-Spielfilm) – Regie: Behrooz Karamizade
- 2024: Eternal You – Vom Ende der Endlichkeit (Kino-Dokumentarfilm) – weitere Editorin: Lisa Zoe Geretschläger / Regie: Moritz Riesewieck, Hans Block
- 2024: We All Bleed Red (Kino-Dokumentarfilm) – Regie: Josephine Links
- 2025: Luisa (Kino-Spielfilm) – Regie: Julia Roesler

## Auszeichnungen
- 2024: Deutscher Kamerapreis „Bester Schnitt/Fiktion Kino“ für Leere Netze
- 2024: Nominierung für den Schnitt-Preis Spielfilm des Filmfestivals Edimotion, für Leere Netze